# Coenagrion syriacum
Coenagrion syriacum là một loài chuồn chuồn kim thuộc họ Coenagrionidae. Loài này có ở Israel, Liban, Syria, và Thổ Nhĩ Kỳ. Môi trường sống tự nhiên của chúng là đầm lầy, đầm nước ngọt, ao, và kênh đào và mương rãnh. Chúng hiện đang bị đe dọa vì mất nơi sống.